# Кутьма
Кутьма — река в России, протекает по Борисоглебскому району Ярославской области. Правый приток реки Лехты.

## География
Река Кутьма берёт начало в лесах, течёт на юг. Устье реки находится у деревни Лехоть в 6 км по правому берегу реки Лехта. Длина реки составляет 16 км, площадь водосборного бассейна — 54,6 км².

## Данные водного реестра
По данным государственного водного реестра России относится к Верхневолжскому бассейновому округу, водохозяйственный участок реки — Волга от Рыбинского гидроузла до города Кострома, без реки Кострома от истока до водомерного поста у деревни Исады, речной подбассейн реки — Волга ниже Рыбинского водохранилища до впадения Оки. Речной бассейн реки — (Верхняя) Волга до Куйбышевского водохранилища (без бассейна Оки).
Код объекта в государственном водном реестре — 08010300212110000010781.